# Lorenz Duftschmid
Lorenz Duftschmid (* 1964 in Linz) ist ein österreichischer Gambist und Dirigent im Bereich der historischen Aufführungspraxis.

## Leben
In eine musikalische Familie geboren, begann Lorenz Duftschmid früh mit seiner musikalischen Ausbildung. Er machte seine Matura am Musikgymnasium Linz und studierte am Bruckner-Konservatorium seiner Heimatstadt. Bereits zu seiner Studienzeit gründete er die Alte-Musik-Ensembles „Ars Antiqua“ und „Consortium Musicum“.
Lorenz Duftschmid studierte anschließend in der Gambenklasse von Jordi Savall an der Schola Cantorum Basiliensis. In der Zwischenzeit hatte er bei Meisterkursen oder gemeinsamen Projekten musikalische Kontakte zu August Wenzinger, Wieland Kuijken, Charles Medlam, Gustav Leonhardt, Luigi Ferdinando Tagliavini und dem österreichischen Musikhistoriker, Organist, Orgelbauer und Nestor der historischen Aufführungspraxis Josef Mertin (1904–1998).
Dem Studium folgten viele Jahre, in denen Duftschmid mit Ensembles und Dirigenten in vielen Ländern der Welt konzertierte. Zu diesen gehörten Ton Koopman mit dem Amsterdam Baroque Orchestra, Jordi Savall mit Hesperion XXI und der „La Capella Reial de Catalunya“, Claudio Abbado, Michael Gielen, Rolf Lislevand, Andrew Lawrence-King, Fabio Biondi mit „L’Europa Galante“, Rinaldo Alessandrini, Bob van Asperen, Christophe Coin, Derek Lee Ragin, Carlos Mena, Lee Santana, Andreas Staier, Andrea Marcon, Trevor Pinnock, das Freiburger Barockorchester, die Wiener Symphoniker, die Berliner Philharmoniker, Sir John Eliot Gardiner und andere. Zahlreiche CD-Einspielungen dokumentieren diese musikalischen Begegnungen.
Duftschmid ist Leiter des österreichischen Ensembles „Armonico Tributo Austria“, mit dem er ebenfalls zahlreiche Aufnahmen machte. Seit 2004 ist er Dozent für Gambe an der Kunstuniversität Graz. Im gleichen Jahr war er Mitbegründer des Musiknoten- und CD-Verlages „AnLeut“. Er unterrichtet Gambe an der Hochschule für Musik Trossingen und übernahm 2009 die Leitung des Institutes für Alte Musik dieser Hochschule.
Lorenz Duftschmid ist direkter Nachfahre des österreichischen Arztes und Naturforschers Caspar Erasmus Duftschmid (1767–1821) und von Dr. Johann Baptiste Duftschmid (1804–1866).
Lorenz Duftschmid lebt mit seiner Familie in Biengen.

## Instrumente
Lorenz Duftschmid musiziert zumeist auf alten historischen Instrumenten, so stehen ihm Gamben, die folgenden Geigenbauern zugeschrieben werden, zur Verfügung.
- Gasparo da Salò Viola da gamba (Brescia um 1600)
- Jakobus Stainer Viola da gamba (Absam, 1679)
- Nicolas Bertrand, Basse de viole (Paris, 1699)
- Antony Stephan Posch (Wien, 1717)
- Violone anonym um 1610
- Violone „Zantino Martelozio fece in Crema, 1722“
- Violone in DD, Antony Hauser, (Reutte 1725)

## Diskografie (Auswahl)
- Johannes Schenck: Les Fantaisies bisarres de la Goutte (CPO)
- Georg Muffat: Nobilis Juventus (CPO)
- Paul Peuerl: Lieder, Suiten & Canzonas (CPO)
- Marin Marais: Pieces de Caractère (CPO)
- François Couperin: Pieces de Violes 1728 (PAN)
- Antoine Forqueray: Piéces de Violes, Suiten 1–5 (PAN)
- Johann Joseph Fux: Concentus Musico-Instrumentalis, Vol. 1 (Arcana)
- Johann Joseph Fux: Geistliche Musik (CPO)
- Johann Heinrich Schmelzer: La Margarita (Arcana)
- Georg Philipp Telemann: Viola di Gamba (Arcana)
- Carl Philipp Emanuel Bach: Gambensonaten Wq. 88, 136, 137 (Anleut)
- Johann Sebastian Bach: Gambensonaten BWV 1027–1029 (Anleut)